# Hans-Joachim Schauß
Hans-Joachim Schauß (* 13. Juli 1933 in Berlin; † 18. Oktober 2013) war ein deutscher Gebrauchsgrafiker, Typograf und Buchautor. Er gehörte zu den bedeutendsten Buchgestaltern der DDR.

## Leben und Werk
Schauß‘ Vater Walter Schauß kam im Zweiten Weltkrieg ums Leben. Schauß besuchte die Schule in Zepernick und ab der 5. Klasse in Bernau und machte 1951 das Abitur. Von 1951 bis 1955 studierte er Gebrauchsgrafik an der späteren Fachschule für Werbung und Gestaltung in Berlin-Hohenschönhausen. Seine Lehrer waren im Grundlagenstudium Paul Hohler (1899–1962), für Fotografie Edith Rimkus, für Buchgestaltung Heinz Unzner und als Leiter der technischen Werkstätten Heinz Schmäu. Einer seiner Kommilitonen war Hans-Eberhard Ernst. Im Herbst 1955 begann er ein Studium an der Kunsthochschule Berlin-Weißensee, das er jedoch nach wenigen Wochen mit einigen seiner Kommilitonen abbrach, um sich der von ihnen geforderten Teilnahme an Schießübungen der Gesellschaft für Sport und Technik zu entziehen. Danach arbeitete er acht Monate als Grafiker an der Akademie für Sozialhygiene und ärztliche Fortbildung in Berlin. Von 1956 bis 2000 war Schauß freiberuflich für Verlage und andere Auftraggeber tätig. Dabei gehörte er von 1965 bis 1979 dem Grafikerkollektiv Gruppe 4 an. Die Gruppe schuf „zeit ihres Bestehens beispielhafte politische Plakate und wirkungsvolle Theater-, Film-, Ausstellungs- und Werbeplakate“.
Von 1957 bis 1962 arbeitete Schauß als Grafiker freiberuflich für über 25 Verlage, insbesondere für den Verlag der Nation, dessen künstlerischer Leiter er dann bis 1989 war. Schauß gestaltete etwa 800 Bücher, außer für den Verlag der Nation u. a. für den Buchverlag Der Morgen, den Eulenspiegel Verlag, den Dietz-Verlag, den Mitteldeutschen Verlag, die Evangelische Verlagsanstalt und Edition Leipzig. Außerdem entwarf er u. a. Ausstellungs- und Filmplakate, Ausstellungskataloge und einige Plattencover, z. B. für die populäre Tiergeschichte Die Weihnachtsgans Auguste (1962, Eterna/Litera) nach der Vorlage von Friedrich Wolf.
Zu seinen Arbeitsbedingungen schrieb er: „Grafiker, die im Kulturbereich tätig waren und von Verlagen, Theatern oder Museen ihre Aufträge erhielten, arbeiteten wie im Elfenbeinturm, ideologische Auseinandersetzungen mit Eingriffen in die Entwürfe gab es selten.“
Von 1977 bis 1984 hatte Schauß eine Dozentur für Typografie an der Kunsthochschule Berlin-Weißensee. Von 1989 bis 1990 war er Chefgrafiker im DEFA-Dokumentarfilmstudio Walter H & S In Berlin. Er gehörte bis 1990 dem Verband Bildender Künstler der DDR an.
Schauß betätigte sich auch als Buchautor und Autor von Essays. Er baute sich eine Sammlung polnischer Volkskunst auf, insbesondere Holzplastik, Malerei, Keramik und Fotografie, aus der er seit 1988 mehrfach Arbeiten ausstellte. Zudem hatte er eine Ruth-Knorr-Sammlung, die er dem Bilderbuchmuseum Burg Wissem in Troisdorf schenkte.
Schauß war mit Margarete Schauß verheiratet. Er war befreundet mit Axel Bertram.

## Publikationen
- Es kommt alles aus mir selbst. Begegnungen mit polnischen Volkskünstlern. Edition Leipzig, 1986
- Buchenswert. Notizen über das Büchermachen. Verlag der Nation, 1988; ISBN 3-373-00259-1 (Herausgeber und erläuternde Texte)
- Die Bilderwelt der Ruth Knorr. Eulenspiegel-Verlag Berlin, 1989 (Herausgeber)
- Der Künstler im Gehäuse oder Mucha, die Fliege. Ex pose verlag Hansgert Lambers, Berlin, 1995; ISBN 3-925935-28-2 (mit einem Essay von Jürgen Rennert)
- Was wird? Eine Frau in den Wirren der Jahre 1943 bis 1952. Naunhof-Press, Leipzig, um 2000
- Rückblick auf rund 45 Jahre Gebrauchsgrafik in 365 Abbildungen, begleitenden Erinnerungen sowie zwei Texten von Axel Betram und Gerhard Oschatz. Naunhof-Press, Leipzig, 2001
- Pünktliche Pointen. 333 Bild-Grüße von 77 Künstlern aus 4 Jahrzehnten. Faber & Faber, Leipzig, 2003; Reihe Leipziger Liebhaberdrucke; ISBN 3-936618-08-9
- Anastasius besieht die Welt. Ein Bilder-ABC aus dem Setzkasten. Verlag Amalienpresse, Berlin, 2007 (mit Wolfgang von Polentz); ISBN 3-939904-00-7 / ISBN 978-3-939904-00-7

## Ausstellungen

### Einzelausstellungen
- 1976: Berlin, Kunsthochschule Berlin-Weißensee (mit Rudolf Grüttner)
- 1982: Potsdam, Stadtbibliothek (mit Albrecht von Bodecker)
- 1983: Berlin, Galerie im Turm
- 2001: Leipzig, Industriepalast („Imagination Italia“; Fotografien; mit Günter Morck)

### Ausstellungen mit der Gruppe 4
- 1966: Greifswald, Museum der Stadt
- 1967: Catania
- 1969: Berlin, Kreiskulturhaus Pankow
- 1978: Berlin, Palast der Republik

### Teilnahme an zentralen und wichtigen regionalen Ausstellungen in der DDR
- 1965: Berlin, Deutsche Akademie der Künste („Junge Künstler. Gebrauchsgraphik“)
- 1967/1968, 1972/1973, 1977/1978 und 1987/1988: Dresden, VI. Deutsche Kunstausstellung und VII., VIII. und X. Kunstausstellung der DDR
- 1960 bis 1986: Berlin, fünf Bezirkskunstausstellungen (Gebrauchsgrafik)
- 1970: Berlin, Altes Museum („Im Geiste Lenins“)
- 1979: Berlin, Ausstellungszentrum am Fernsehturm („Die Buchillustration in der DDR. 1949 – 1979“)

## Rezeption
Sein Freund Axel Bertram beschrieb ihn als jemanden, der „[...] mit seiner ganz ungewöhnlichen Vielseitigkeit demonstriert, wie aus dem Gehalt des Buches Ausdruck und Formenreichtum zu gewinnen sind.“